# Funisciurus bayonii
Funisciurus bayonii is een zoogdier uit de familie van de eekhoorns (Sciuridae). De wetenschappelijke naam van de soort werd voor het eerst geldig gepubliceerd door Bocage in 1890.